# Santiago Mitre
Santiago Mitre (Buenos Aires, 4 december 1980) is een Argentijns filmregisseur, scenarioschrijver en acteur.

## Biografie
Santiago Mitre werd in 1980 geboren in Buenos Aires en behaalde een graduaat in de Universidad del Cine. In 2002 schreef en regisseerde hij zijn eerste korte film El escondite. Tot 2006 hield hij zich voornamelijk bezig met het maken van reclamespots. Vanaf 2008 werd hij coscenarist van Pablo Trapero en schreef hij mee aan de films Leonera (2009), Carancho (2010) en Elefante blanco (2012). Hij maakte zijn langspeelfilmdebuut als regisseur in 2011 met El estudiante, een film die verscheidene prijzen won op internationale filmfestivals. Zijn tweede langspeelfilm debuteerde op het filmfestival van Cannes 2015 in de sectie Semaine de la critique, waar hij zowel de Nespresso Grand Prix als de FIPRESCI-prijs won.
Mitre werd gekozen als jurylid voor de sectie Semaine de la critique op het filmfestival van Cannes 2016.

## Filmografie
- 2002 - El escondite (kortfilm)
- 2005 - El amor - primera parte
- 2011 - El estudiante (The Student)
- 2013 - Los posibles
- 2015 - La patota (Paulina)
- 2017 - La Cordillera
- 2020 - Petite Fleur
- 2022 - Argentina, 1985

## Prijzen en nominaties
De belangrijkste:
| Jaar | Prijs                                         | Categorie                                      | Film          | Uitslag  |
| ---- | --------------------------------------------- | ---------------------------------------------- | ------------- | -------- |
| 2015 | Filmfestival van Cannes                       | Grand Prix Semaine de la critique              | La patota     | Gewonnen |
| 2015 | Filmfestival van Cannes                       | FIPRESCI-prijs                                 | La patota     | Gewonnen |
| 2015 | Internationaal filmfestival van San Sebastian | Horizons Award                                 | La patota     | Gewonnen |
| 2015 | Internationaal filmfestival van Turijn        | Special Jury Prize                             | La patota     | Gewonnen |
| 2011 | Internationaal filmfestival van Locarno       | Special Jury Prize - Filmmakers of the Present | El estudiante | Gewonnen |